# Terrence Howard

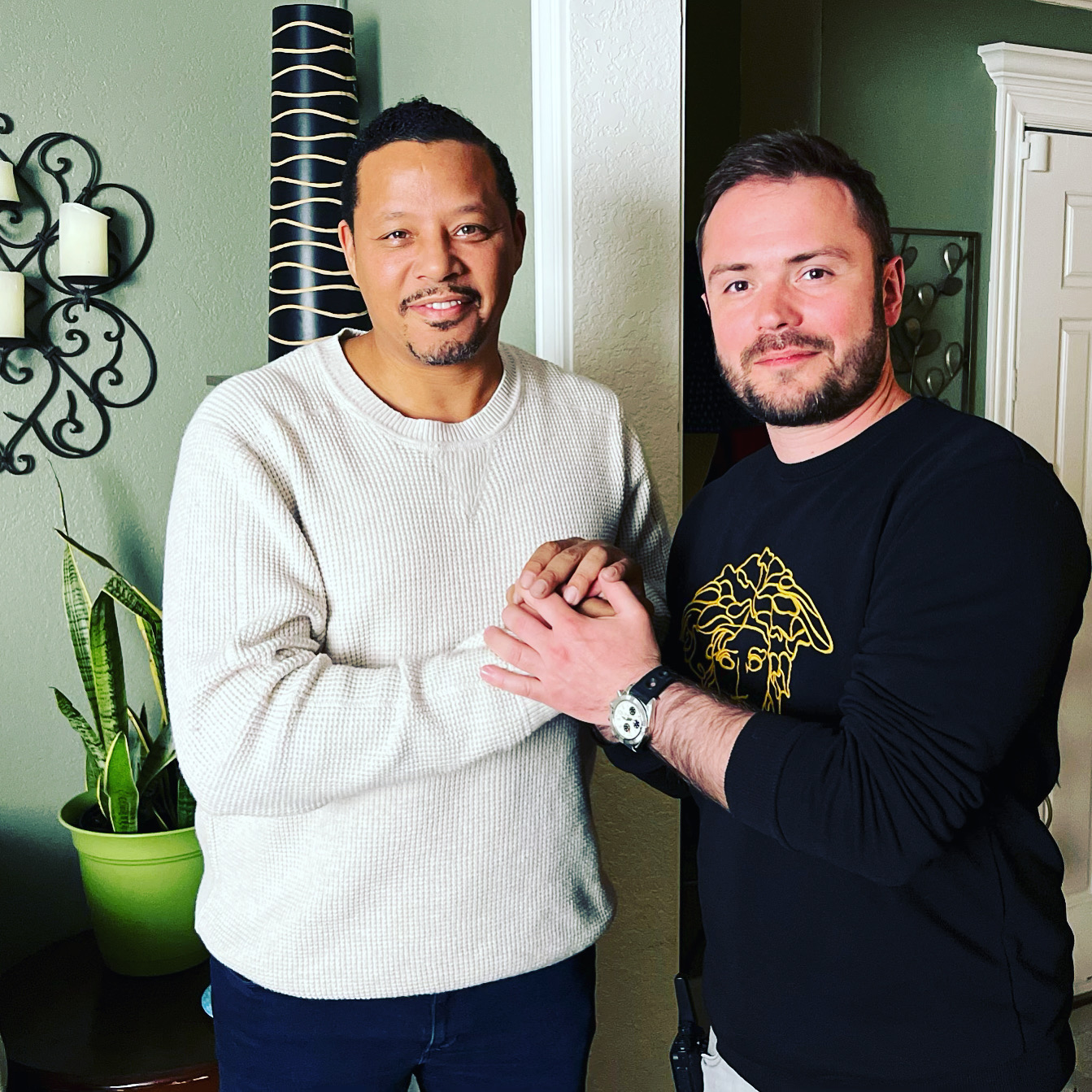
Terrence Howard (2022)

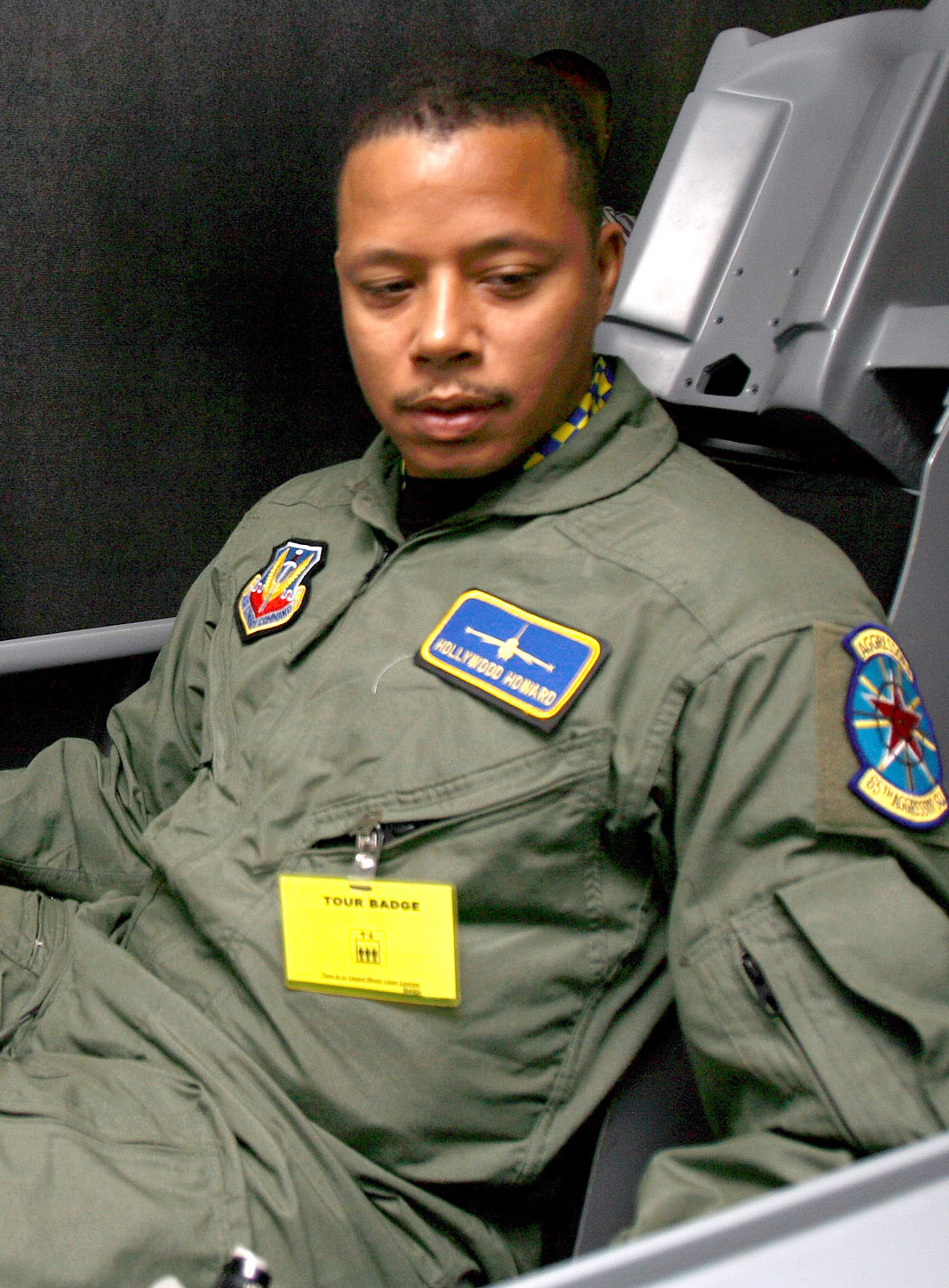
Howard in einem Flugsimulator der USAF (2007)

Terrence Dashon Howard (* 11. März 1969 in Chicago, Illinois) ist ein US-amerikanischer Schauspieler. Zu seinen wichtigsten Filmen gehören unter anderem L.A. Crash und Hustle & Flow.

## Biografie
Howard fand schon in seiner Kindheit Gefallen an der Schauspielerei. Er konnte seine Großmutter, die Schauspielerin Minnie Gentry, oft bei ihrer Arbeit beobachten. Seine eigene Schauspielkarriere begann er in der Cosby Show, nachdem er bei einem Casting in New York entdeckt worden war. Es folgten bald weitere Gastauftritte, unter anderem in der Serie NYPD Blue.
Seine erste große Kinorolle hatte Howard im Jahr 1995 in dem Film Mr. Holland’s Opus an der Seite von Richard Dreyfuss. Es folgten weitere Rollen in Filmen wie Das Tribunal (2002, mit Bruce Willis) oder dem oscarprämierten Film Ray (2004).
Für seine Rollen in den Filmen L.A. Crash (2004) und Hustle & Flow (2005) wurde Howard für mehrere Preise nominiert (u. a. Golden Globe Award) und mehrfach ausgezeichnet. 2008 war er in Iron Man zu sehen.
Howard ist mit seiner vierten Frau verheiratet und hat fünf Kinder sowie zwei Enkelkinder.

## Filmografie (Auswahl)
- 1992: Die Jacksons – Ein amerikanischer Traum (The Jacksons: An American Dream, Fernsehfilm)
- 1993: Who’s the man?
- 1995: Mr. Holland’s Opus
- 1995: Dead Presidents
- 1996: Sunset Park
- 1997: Cypher (Double Tap)
- 1998: The Players Club
- 1999: Best Laid Plans
- 1999: The Best Man – Hochzeit mit Hindernissen (The Best Man)
- 2000: Big Mama’s Haus (Big Momma’s House)
- 2001: Angel Eyes
- 2001: Investigating Sex
- 2001: Glitter – Glanz eines Stars (Glitter)
- 2001: Boykott (Boycott)
- 2002: Das Tribunal (Hart’s War)
- 2003: Biker Boyz
- 2004: Ray
- 2004: L.A. Crash (Crash)
- 2005: Hustle & Flow
- 2005: Animal
- 2005: Lackawanna Blues (Fernsehfilm)
- 2005: Vier Brüder (Four Brothers)
- 2005: Get Rich or Die Tryin’
- 2005: Die Liebe stirbt nie (Their Eyes Were Watching God)
- 2006: Idlewild
- 2007: Die Fremde in dir (The Brave One)
- 2007: Hunting Party – Wenn der Jäger zum Gejagten wird (The Hunting Party)
- 2007: Awake
- 2007: Das perfekte Weihnachten (The Perfect Holiday)
- 2007: Der Klang des Herzens (August Rush)
- 2008: Iron Man
- 2009: Fighting
- 2010–2011: Law & Order: LA (Fernsehserie, 16 Folgen)
- 2011: Little Murder – Spur aus dem Jenseits (Little Murder)
- 2011: The Ledge – Am Abgrund (The Ledge)
- 2012: Red Tails
- 2012: On the Road
- 2012: The Company You Keep – Die Akte Grant (The Company You Keep)
- 2012: Hawaii Five-0 (Fernsehserie, Folge 3x06)
- 2013: Movie 43
- 2013: Dead Man Down
- 2013: Der Butler (The Butler)
- 2013: Prisoners
- 2014: Take Me to the River (Dokumentarfilm)
- 2014: Sabotage
- 2014: Lullaby
- 2014: St. Vincent
- 2015: Wayward Pines (Fernsehserie, 6 Folgen)
- 2015–2020: Empire (Fernsehserie, 102 Folgen)
- 2015: Lip Sync Battle (Fernsehserie, 2 Folgen)
- 2016: Term Life – Mörderischer Wettlauf (Term Life)
- 2016: Cardboard Boxer
- 2017: Philip K. Dick’s Electric Dreams (Fernsehserie, Folge 1x05)
- 2019: L. A. Rebels – Ausbruch der Gewalt (Gully)
- 2020: Cut Throat City – Stadt ohne Gesetz (Cut Throat City)
- 2021: Triumph
- 2022: The Walk
- 2022: The System
- 2022: The Best Man: The Final Chapters (Miniserie, 8 Folgen)
- 2023: The Final Showdown (Showdown at the Grand)
- 2024: Skeletons in the Closet
- 2024: Shirley
- 2024: Crescent City
- 2024: Fight Night: The Million Dollar Heist (Miniserie, 7 Folgen)

## Auszeichnungen
Satellite Awards 2005
- Bester Hauptdarsteller (Komödie/Musical): Terrence Howard

Oscarverleihung 2006
- Bester Hauptdarsteller (Nominierung): Hustle & Flow

Golden Globe Awards 2006
- Bester Hauptdarsteller (Drama) (Nominierung)